# 도야마 마사스케
도야마 마사스케(일본어: 遠山政亮, 1625년 ~ 1693년 12월 3일)는 일본 에도 시대의 다이묘로, 유모토번주, 유나가야번 초대 번주이다. 어릴적 이름은 모모스케(百助)이고, 나이토 마사스케(内藤政亮)로도 불리며, 다른 이름은 요리나오(頼直)이다. 관위는 종5위하, 도노모노카미이다.
이와키 다이라 번주 나이토 다다오키의 셋째 아들로 태어났다. 1670년, 아버지가 은거하였을 때 영지 1만 석을 분할받아 유모토 번주가 되었고, 1676년 음력 11월, 유나가야로 근거지를 옮기면서 유나가야 번주가 되었다. 유나가야 성을 축성하고 조카마치 건설에 힘을 쏟았으며, 명군으로 평가받았다. 1680년에는 나이토 다다카쓰의 난동 사건을 저지한 공적으로 단바국 히카미 군 등지의 2천 석 영지를 새로 증여받았다. 1687년, 오사카 정번에 임명되면서 가와치국의 3천 석을 추가로 받아, 1만 5천 석을 보유하게 되었다. 1693년, 오사카 정번으로 근무중 사망하였는데, 친자식이 없으므로 양자 도야마 마사노리가 그 뒤를 이었다.
|  | 유모토번 번주 1670년 ~ 1676년 | 후임 번청 이전 |

|  | 제1대 유나가야번 번주 1676년 ~ 1693년 | 후임 도야마 마사노리 |